# 보이 걸 씽
《보이 걸 씽》(영어: It's A Boy Girl Thing)은 미국, 캐나다, 영국에서 제작된 닉 허랜 감독의 2006년 로맨틱 코미디 영화이다. 사미라 암스트롱, 케빈 지거스 등이 출연하였고, 스티브 해밀턴 쇼 등이 제작에 참여하였다.

## 출연
- 사미라 암스트롱
- 케빈 지거스
- 모리 체이킨
- 로버트 조이
- 셰리 밀러
- 샤론 오즈번
- 음포 코아호
- 브룩 도세이
- 저넬 윌리엄스
- 에밀리 햄프셔
- 존 브레거
- 로버트 제임스 램지

## 기타 제작진
- 라인 제작: 버로니카 카스티요
- 배역: 로빈 D. 쿡, 니콜 힐리어드포드
- 미술: 크레이그 래스럽
- 의상: 도나 웡

## 반응
이 영화는 현재 로튼 토마토에서 67%를, IMDB에서 10점 만점 중 6.4점을 얻으며 전반적으로 준수하고 긍정적인 평을 받았다.